# Citation d'auteurs en zoologie
 (septembre 2024).
Si vous disposez d'ouvrages ou d'articles de référence ou si vous connaissez des sites web de qualité traitant du thème abordé ici, merci de compléter l'article en donnant les références utiles à sa vérifiabilité et en les liant à la section « Notes et références ».
En nomenclature zoologique, la citation d'auteurs se réfère au(x) nom(s) de personne(s) qui suivent le nom scientifique, c'est-à-dire le nom du ou des auteurs ayant publié les premiers ce nom. Cette citation est habituellement donnée dans les textes taxinomiques, même si elle est souvent omise dans les textes de vulgarisation. Le nom d'auteur ne fait pas partie du nom d'un taxon.

## Principes
Le nom scientifique est un monôme (taxon supérieur ou égal au genre), un binôme (espèce) ou un trinôme (sous-espèce) qui désigne de manière unique un taxon. Ce nom, formé de termes transposés en latin, est inventé par l'auteur ayant en premier publié la description de ce taxon.

Exemples :
- le genre Uroplatus
- l'espèce Uroplatus sikorae
- la sous-espèce Uroplatus sikorae sameiti

La dénomination complète d'un taxon comprend ainsi le nom scientifique suivi du nom de l'auteur ayant décrit ce taxon, lui-même suivi de la date de publication originale séparée par une virgule.

Exemples :
- Uroplatus Duméril, 1806
- Uroplatus sikorae Boettger, 1913
- Uroplatus sikorae sameiti Böhme & Ibish, 1990

Dans la nomenclature zoologique les noms d'auteurs ne sont pas abrégés (contrairement à la botanique, voir la liste des abréviations d'auteur en taxinomie végétale), mais l'initiale peut être utilisée afin de distinguer des homonymes).
Le Code international de nomenclature zoologique divise les rangs en trois niveaux : "niveau famille" (super-famille, famille, sous-famille, tribu, sous-tribu, ainsi que de tout autre rang voulu au-dessous de la super-famille et au-dessus du genre.), "niveau genre" (genre, sous-genre...)  et "niveau espèce" (espèce, sous-espèce...). Dans un niveau particulier, le même auteur est accepté aussi pour un rang plus précis. Par exemple les noms suivant, de niveau famille (famille, sous-famille, tribu) ont la citation identique :
- Nymphalidae Swainson, 1827
- Nymphalinae Swainson, 1827
- Nymphalini Swainson, 1827

### Exemples
Prenons l'exemple d'un papillon, le Vulcain :
- famille: Nymphalidae Swainson, 1827 donc également
  - sous-famille: Nymphalinae Swainson, 1827 et
  - tribu: Nymphalini Swainson, 1827
- genre : Vanessa Fabricius, 1807 donc également
  - sous-genre: Vanessa (Vanessa) Fabricius, 1807
- espèce: Vanessa atalanta (Linnaeus, 1758) donc également
  - sous-espèce: Vanessa atalanta atalanta (Linnaeus, 1758)

Les parenthèses encadrant l'auteur et la date, « (Linnaeus, 1758) », indiquent que l'espèce a été recombinée par la suite dans un autre genre. En effet, Carl von Linné a nommé à l'origine cette espèce Papilio atalanta Linnaeus, 1758.
Autre exemples :
- Balaena mysticetus Linnaeus, 1758

Inchangé, ce nom est publié par Linnaeus dans son Systema Naturae de 1758.
- Anser albifrons (Scopoli, 1769)

Recomposé par la suite, ce nom est publié par Giovanni Antonio Scopoli, comme Branta albifrons Scopoli, 1769.
Dans les publications taxonomiques une citation plus complète est parfois utilisée et précise la référence bibliographique d'origine :
- Branta albifrons Scopoli, 1769, Annus I Hist.-Nat. 69.

## Parenthèses

### Niveau famille
Lorsqu'on cite l'auteur et la date d'un nom du niveau famille maintenu pour cause d'usage prédominant, on devrait le faire en citant son auteur original et sa date, suivis, entre parenthèses, de la date de priorité.
Exemple : Orphnephilidae Rondani, 1847, fondé sur Orphnephila Haliday, 1832, a été employé jusqu'à ce que Bezzi (1913) ait mis Orphnephila en synonymie de Thaumalea Ruthe, 1831, et ait adopté le nom Thaumaleidae pour la famille. Ce dernier nom doit être maintenu, car il a été presque universellement adopté depuis lors. La façon correcte de citer le nom de famille est : Thaumaleidae Bezzi, 1913 (1847).

### Sous-genre
Parfois le nom de sous-genre est présenté entre parenthèses entre le nom de genre et le nom d'espèce. Par exemple Hylobius abietis (Linnaeus, 1758), classé dans le sous-genre Callirus, devient Hylobius (Callirus) abietis (Linnaeus, 1758).
Dans ce cas, le nom du sous-genre ne fait pas partie du nom zoologique car celui-ci est un binôme, pas un trinôme.

### Niveau espèce
En zoologie, contrairement à la botanique, c'est l'auteur et la date de publication originale de l'épithète spécifique qui restent toujours indiqués, malgré d'éventuelles recombinaisons ultérieures, et par conséquent le nom de l'auteur de la nouvelle combinaison n'est pas mentionné.
En cas d'une combinaison nouvelle, pour les espèces et les sous-espèces, des parenthèses sont utilisées pour signaler qu'il y a eu au moins un changement :
- espèce originelle : Papilio atalanta Linnaeus, 1758
- espèce recombinée : Vanessa atalanta (Linnaeus, 1758)

Historiquement, cette espèce a été décrite par Linnaeus, Linné, sous le nom de Papilio atalanta Linnaeus, 1758, mais des modifications ultérieures de la classification ont amené un changement de genre, ce qui se traduit dans le taxon actuel par la mise entre parenthèses.

## «sensu»
Comme dans les citations d'auteurs en botanique, on peut rencontrer le terme sensu (ou une de ses abréviations comme s. ou ss.) avec des auteurs à droite et à gauche. C'est seulement l'auteur à gauche qui a une valeur nomenclaturale. L'auteur à droite avait une opinion particulière sur la définition de ce taxon, et c'est sa définition particulière qui est référée.